# ديدريك بانغما
ديدريك بانغما (بالهولندية: Diederik Bangma)‏ (22 مايو 1990 برينن في هولندا - ) هو لاعب كرة قدم هولندي في مركز حراسة المرمى. لعب مع نادي إيمن ونادي هيرنفين وWKE '16 ‏.

## روابط خارجية
- ديدريك بانغما على موقع قاعدة بيانات كرة القدم.إي يو (الإنجليزية)
- ديدريك بانغما على موقع Soccerway.com (الإنجليزية)